# Escharoides praestita
Escharoides praestita är en mossdjursart som först beskrevs av Campbell Easter Waters 1904.  Escharoides praestita ingår i släktet Escharoides och familjen Exochellidae. Inga underarter finns listade i Catalogue of Life.